# 水母星系

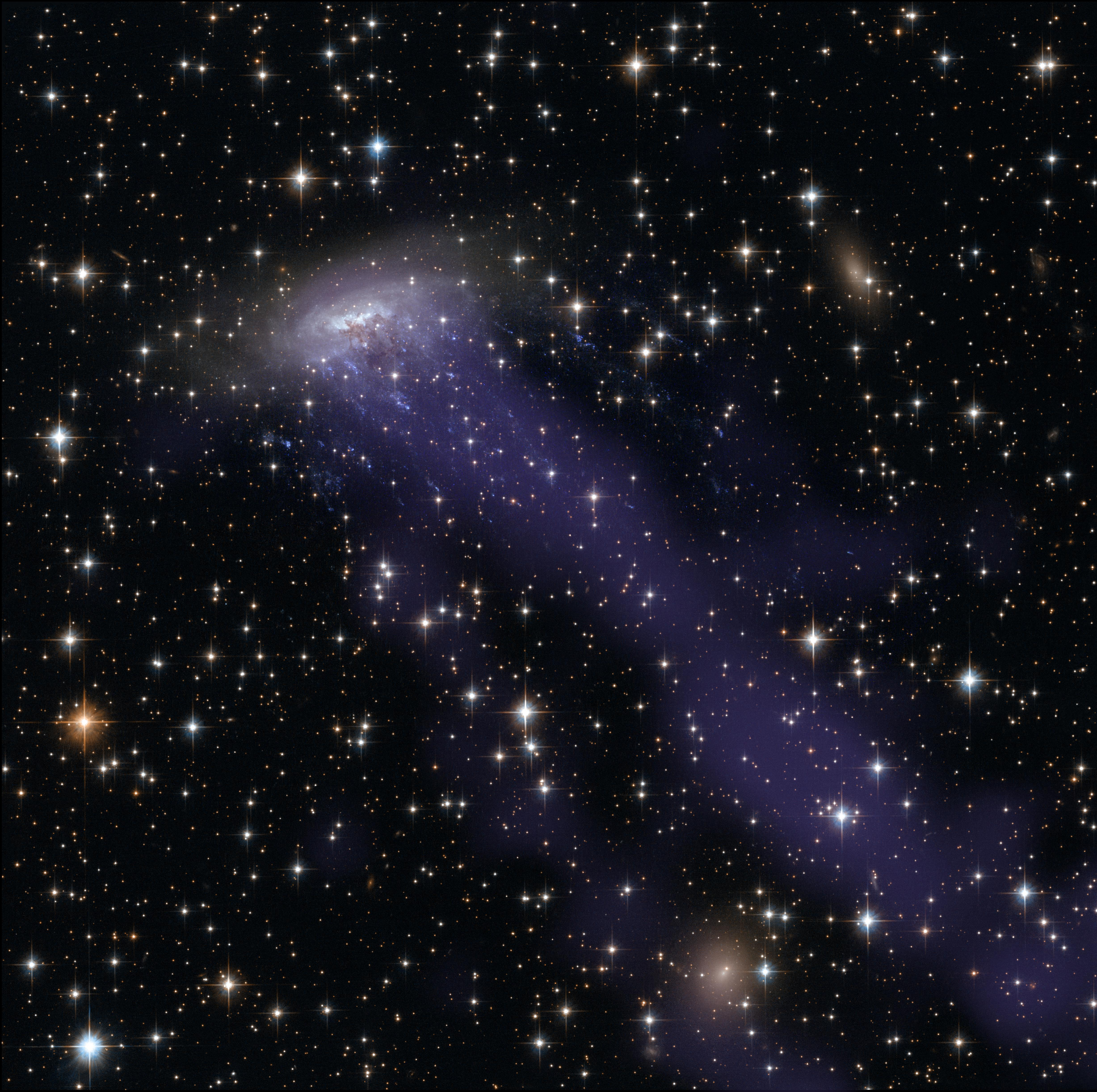
ESO 137-001剝離星系中的氣體

水母星系（Jellyfish galaxy）是星系團中發現的一種星系。水母星系特徵是星系團內介質對受影響星系中的氣體產生巨大的壓力剝離，從而引發沿著氣體尾部的星暴。

## 列表
水母星系已在許多星系團中被發現，包括長蛇座星系團、Abell 2125 (redshift z=0.20; ACO 2125 C153); Abell 2667 (z=0.23; G234144−260358); Abell 2744 (z=0.31; ACO 2744 Central Jellyfish; HLS001427–30234/ACO 2744 F0083; GLX001426–30241 / ACO 2744 F0237 / ACO 2733 CN104; MIP001417–302303 / ACO 2744 F1228; HLS001428–302334; GLX001354–302212